# 1967
1967. је била проста година.

## Догађаји

### Јануар
- 4. јануар — Дорси су објавили свој први албум The Doors.
- 27. јануар — Током проба за лет на Месец у бази Кејп Каневерал три америчка астронаута (Гас Грисом, Едвард Вајт и Роџер Чафи) погинула у капсули свемирског брода „Аполо 1“ у ком је избио пожар.
- 30. јануар — Папа Павле VI срео се с председником Президијума Врховног совјета СССР Николајем Подгорним, првим шефом совјетске државе који је посетио Ватикан.

### Фебруар
- 10. фебруар — Ратификован је 25. амандман на устав САД.

### Април
- 24. април — Совјетски свемирски брод Сојуз 1 се срушио у Сибиру током повратка на Земљу, усмртивши космонаута Владимира Комарова, прву особу која је погинула при лету у свемир.

### Мај
- 17. мај — Египатски председник Гамал Абдел Насер је затражио повлачење мировне мисије Уједињених нација са Синајског полуострва.
- 23. мај — Египат је затворио Тирански теснац и блокирао луку Еилат на северном крају Акапског залива за израелске бродове.

### Јун
- 2. јун — Полиција је усмртила Беноа Онезорга током протеста студената у Западном Берлину против посете персијског шаха Мохамеда Резе Пахлавија, што је за последицу имало стварање терористичког покрета 2. јун.
- 5. јун — Превентивним израелским нападом почео је Шестодневни рат између Израела и арапских земаља Египта, Сирије и Јордана.
- 5. јун — Египат је затворио Суецки канал, дан после избијања Шестодневног рата.
- 10. јун — Завршен шестодневни израелско-арапски рат у којем је Израел заузео територије Сирије, Јордана и Египта, које укључују источни Јерусалим, Западну обалу, Газу и Синајско полуострво.

### Јул
- 1. јул — Европска заједница за угаљ и челик, Европска заједница за атомску енергију и Европска економска заједница се формално спајају - створена Европска заједница
- 6. јул — У Нигерији је почео грађански рат због проглашења независности Источне Нигерије (Бијафра).
- 24. јул — Француски председник Шарл де Гол завршио је свој говор у Монтреалу ускликом „Живео слободни Квебек!“, што је изазвало оштар протест канадског премијера Лестера Пирсона.
- 29. јул — Током Вијетнамског рата, у пожару оштећен амерички носач авиона Форестал при чему је погинуло 130 људи.

### Август
- 8. август — Индонезија, Малезија, Филипини, Сингапур и Тајланд су основали Удружење држава југоисточне Азије.

### Септембар
- 10. септембар — Грађани Гибралтара одбацили су на референдуму припајање Гибралтара Шпанији и определили се да остану под британском управом.

### Октобар
- 18. октобар — Совјетски васионски брод Венера 4 ушао је у атмосферу Венере као прва летелица у историји астронаутике и емитовао податке на Земљу.

### Децембар
- 13. децембар — Војна хунта у Грчкој спречила контраудар, а краљ Константин, приморан да напусти Грчку, побегао с породицом у Рим.
- 15. децембар — Срушио се Сребрни мост преко реке Охајо између градова Појнт Плезант и Галиполис, усмртивши 46 особа.

### Датум непознат
- Википедија:Непознат датум — Одржан је међународни шаховски турнир под називом „Аљехинов меморијални турнир у Москви“, Совјетски Савез. Победник је био Леонид Штајн.

## Рођења

### Јануар
- 2. јануар — Басил Боли, француски фудбалер[1]
- 2. јануар — Тија Карер, америчка глумица и музичарка[2]
- 8. јануар — Р. Кели, амерички музичар, музички продуцент, глумац и кошаркаш[3]
- 9. јануар — Клаудио Каниђа, аргентински фудбалер[4]
- 12. јануар — Бланчард Рајан, америчка глумица[5]
- 13. јануар — Симо Крунић, босанскохерцеговачки фудбалер и фудбалски тренер[6]
- 14. јануар — Емили Вотсон, енглеска глумица[7]
- 14. јануар — Зек Вајлд, амерички музичар, најпознатији као оснивач, гитариста и певач групе
- 18. јануар — Иван Заморано, чилеански фудбалер
- 21. јануар — Алфред Јерманиш, словеначки фудбалер[8]

### Фебруар
- 1. фебруар — Александар Дунић, српски глумац[9]
- 10. фебруар — Лора Дерн, америчка глумица[10]
- 11. фебруар — Чиро Ферара, италијански фудбалер и фудбалски тренер[11]
- 14. фебруар — Марк Руте, холандски политичар
- 17. фебруар — Ото Хорват, српски писац
- 18. фебруар — Роберто Бађо, италијански фудбалер
- 19. фебруар — Бенисио дел Торо, америчко-порторикански глумац[12]
- 20. фебруар — Паул Акола, швајцарски алпски скијаш[13]
- 20. фебруар — Курт Кобејн, амерички музичар, најпознатији као певач, гитариста и фронтмен групе Nirvana († 1994)
- 20. фебруар — Ненад Масловар, црногорски фудбалер[14]
- 28. фебруар — Татјана Петровић, српска новинарка и уредница, секретарка за културу града Београда (прем. 2013)

### Март
- 1. март — Арон Винтер, холандски фудбалер и фудбалски тренер[15]
- 1. март — Џорџ Идс, амерички глумац[16]
- 6. март — Кони Бритон, америчка глумица[17]
- 13. март — Андрес Ескобар, колумбијски фудбалер (прем. 1994)
- 21. март — Мирослав Пецарски, српски кошаркаш[18]
- 21. март — Максим Ријалити, енглески музичар, најпознатији као вокал групе The Prodigy[19]
- 21. март — Јанис Сферопулос, грчки кошаркаш и кошаркашки тренер[20]
- 23. март — Оливера Ковачевић, српска новинарка и ТВ водитељка[21]
- 27. март — Талиса Сото, америчка глумица и модел[22]
- 29. март — Анђелија Арбутина, српска кошаркашица[23]

### Април
- 8. април — Урош Петровић, српски књижевник, илустратор и фотограф
- 17. април — Мухамед Фазлагић, босанскохерцеговачки музичар
- 17. април — Лиз Фер, америчка музичарка[24]
- 18. април — Марија Бело, америчка глумица и списатељица[25]
- 20. април — Мајк Портној, амерички музичар, најпознатији као суоснивач и бубњар групе
- 22. април — Шерил Ли, америчка глумица[26]
- 24. април — Дино Рађа, хрватски кошаркаш[27]
- 27. април — Горан Богдановић, српски фудбалер
- 28. април — Кари Верер, америчка глумица и музичарка[28]
- 30. април — Стивен Макинтош, енглески глумац[29]

### Мај
- 7. мај — Жарко Јокановић, српски писац, сценариста, драматург и политичар[30]
- 12. мај — Зоран Ћосић, српски глумац[31]
- 14. мај — Валерија Марини, италијанска глумица, продуценткиња, модел и модна дизајнерка[32]
- 20. мај — Гоша Куценко, руски глумац, продуцент и редитељ[33]
- 26. мај — Кевин Мур, амерички музичар
- 27. мај — Пол Гаскојн, енглески фудбалер и фудбалски тренер
- 28. мај — Глен Рајс, амерички кошаркаш[34]
- 29. мај — Ноел Галагер, енглески музичар, најпознатији као гитариста групе [35]
- 30. мај — Александар Трифуновић, српски кошаркаш и кошаркашки тренер[36]

### Јун
- 1. јун — Нивес Иванковић, хрватска глумица[37]
- 6. јун — Пол Џијамати, амерички глумац, комичар и продуцент[38]
- 10. јун — Хејмир Халгримсон, исландски фудбалер и фудбалски тренер[39]
- 16. јун — Јирген Клоп, немачки фудбалер и фудбалски тренер[40]
- 17. јун — Зињо, бразилски фудбалер и фудбалски тренер[41]
- 19. јун — Бјерн Дели, норвешки скијаш[42]
- 20. јун — Владимир Драгутиновић, српски кошаркаш и кошаркашки тренер[43]
- 20. јун — Никол Кидман, аустралијска глумица[44]
- 24. јун — Рихард Цвен Круспе, немачки музичар, најпознатији као суоснивач и гитариста групе [45]
- 24. јун — Јанез Лапајне, словеначки режисер[46]

### Јул
- 1. јул — Памела Андерсон, канадско-америчка глумица и модел[47]
- 4. јул — Бојана Ковачевић, српска глумица[48]
- 8. јул — Жељко Танасковић, српски одбојкаш и одбојкашки тренер[49]
- 9. јул — Јордан Лечков, бугарски фудбалер[50]
- 12. јул — Џон Петручи, амерички музичар, најпознатији као суоснивач и гитариста групе
- 13. јул — Бени Бенаси, италијански ди-џеј и музички продуцент
- 15. јул — Адам Севиџ, амерички предузетник, стручњак за специјалне ефекте и ТВ водитељ[51]
- 16. јул — Срђан Ваљаревић, српски књижевник
- 16. јул — Вил Ферел, амерички глумац, комичар, продуцент и сценариста[52]
- 18. јул — Вин Дизел, амерички глумац, продуцент, режисер и сценариста[53]
- 22. јул — Рис Иванс, велшки глумац и музичар[54]
- 23. јул — Филип Симор Хофман, амерички глумац, режисер и продуцент (прем. 2014)[55]
- 25. јул — Мет Лебланк, амерички глумац[56]
- 26. јул — Џејсон Стејтам, енглески глумац и продуцент[57]

### Август
- 1. август — Жозе Падиља, бразилски режисер, продуцент и сценариста[58]
- 3. август — Матје Касовиц, француски редитељ, сценариста и глумац[59]
- 5. август — Патрик Бауман, швајцарски кошаркаш и кошаркашки тренер, генерални секретар ФИБА (2003—2018) († 2018)
- 8. август — Бранко Брновић, црногорски фудбалер и фудбалски тренер[60]
- 11. август — Масимилијано Алегри, италијански фудбалер и фудбалски тренер[61]
- 12. август — Емил Костадинов, бугарски фудбалер[62]
- 21. август — Кари-Ен Мос, канадска глумица[63]
- 21. август — Серџ Танкијан, јерменско-амерички музичар, музички продуцент и песник, најпознатији као члан групе
- 22. август — Лејн Стејли, амерички музичар, најпознатији као певач групе Alice in Chains (прем. 2002)[64]
- 26. август — Александар Ђорђевић, српски кошаркаш и кошаркашки тренер[65]

### Септембар
- 2. септембар — Андреас Мелер, немачки фудбалер и фудбалски тренер[66]
- 5. септембар — Матијас Замер, немачки фудбалер и фудбалски тренер[67]
- 5. септембар — Никола Којо, српски глумац, редитељ и ТВ водитељ[68]
- 6. септембар — Игор Штимац, хрватски фудбалер и фудбалски тренер[69]
- 12. септембар — Луј Си Кеј, америчко-мексички комичар, глумац, писац и редитељ[70]
- 13. септембар — Слободан Ковач, српски одбојкаш и одбојкашки тренер[71]
- 13. септембар — Тим Овенс, амерички музичар, најпознатији као певач група  и
- 13. септембар — Мајкл Џонсон, амерички атлетичар
- 18. септембар — Роберто Росети, италијански фудбалски судија
- 19. септембар — Александар Карељин, руски рвач
- 21. септембар — Фејт Хил, америчка музичарка и музичка продуценткиња[72]
- 27. септембар — Исидора Жебељан, српска композиторка (прем. 2020)[73]
- 28. септембар — Мира Сорвино, америчка глумица[74]

### Октобар
- 1. октобар — Снежана Бабић Снеки, српска певачица и глумица[75]
- 2. октобар — Томас Мустер, аустријски тенисер
- 3. октобар — Дени Вилнев, канадски режисер и сценариста[76]
- 4. октобар — Ивица Момчиловић, српски фудбалер
- 4. октобар — Лијев Шрајбер, амерички глумац, режисер, сценариста и продуцент[77]
- 5. октобар — Гај Пирс, аустралијски глумац[78]
- 7. октобар — Тони Бракстон, америчка музичарка, музичка продуценткиња и глумица[79]
- 8. октобар — Примож Глиха, словеначки фудбалер[80]
- 12. октобар — Ли Мен, српски музичар
- 13. октобар — Пабло Ласо, шпански кошаркаш и кошаркашки тренер[81]
- 13. октобар — Хавијер Сотомајор, кубански атлетичар
- 14. октобар — Савана Самсон, америчка порнографска глумица[82]
- 17. октобар — Натали Тозија, француска тенисерка[83]
- 28. октобар — Џулија Робертс, америчка глумица и модел[84]
- 29. октобар — Игор Первић, српски глумац и музичар (прем. 2019)[85]
- 29. октобар — Руфус Суел, енглески глумац[86]
- 30. октобар — Илија Лупулеску, српско-амерички стонотенисер[87]

### Новембар
- 4. новембар — Милан Ђурђевић, српски фудбалер[88]
- 7. новембар — Давид Гета, француски музичар и ди-џеј[89]
- 8. новембар — Кортни Торн Смит, америчка глумица[90]
- 13. новембар — Стив Зан, амерички глумац и комичар[91]
- 13. новембар — Џими Кимел, амерички ТВ водитељ, комичар, глумац, продуцент и писац[92]
- 16. новембар — Никослав Бјеговић, српски фудбалер[93]
- 16. новембар — Лиса Боне, америчка глумица[94]
- 21. новембар — Драгоје Лековић, српско-црногорски фудбалер[95]
- 22. новембар — Борис Бекер, немачки тенисер[96]
- 22. новембар — Марк Рафало, амерички глумац, режисер и продуцент[97]
- 24. новембар — Мирјана Јоковић, српска глумица[98]
- 29. новембар — Чарлс Смит, амерички кошаркаш

### Децембар
- 5. децембар — Кнез, црногорски музичар[99]
- 10. децембар — Исидора Бјелица, српска књижевница и ТВ водитељка (прем. 2020)
- 11. децембар — Моник, америчка глумица и комичарка[100]
- 13. децембар — Џејми Фокс, амерички глумац, музичар, музички продуцент и комичар[101]
- 16. децембар — Миранда Ото, аустралијска глумица[102]
- 18. децембар — Дарко Миланич, словеначки фудбалер и фудбалски тренер[103]
- 21. децембар — Катарина Гојковић, српска глумица[104]
- 21. децембар — Михаил Сакашвили, грузијско-украјински политичар
- 22. децембар — Александар Миленковић Шуки, српски бициклиста[105]
- 23. децембар — Карла Бруни, италијанско-француска музичарка, глумица и модел[106]
- 25. децембар — Весна Дедић, српска новинарка, ТВ водитељка и списатељица
- 25. децембар — Борис Новковић, хрватски музичар

## Смрти

### Јануар
- 4. јануар — Борис Крајгер, словеначки и југословенски политичар и народни херој (*1914)[107]

### Фебруар
- 11. фебруар — Мило Милуновић, српски сликар. (*1897)[108]
- 18. фебруар — Роберт Опенхајмер, амерички физичар. (*1904).[109]

### Март
- 31. март — Родион Малиновски, маршал Совјетског Савеза

### Април
- 19. април — Конрад Аденауер, немачки политичар (* 1876)
- 24. април — Владимир Комаров, совјетски космонаут. (* 1927)

### Јун
- 28. јун — Оскар Марија Граф, немачки књижевник (*1894)[110]

### Јул
- 8. јул — Вивијен Ли, америчка глумица, добитница два Оскара (*1913).
- 17. јул — Џон Колтрејн, амерички џез саксофониста и композитор (*1926).

### Август
- 14. август — Јован Карамата, српски математичар. (*1902).[111]

### Септембар
- 18. септембар — Џон Кокрофт, енглески физичар. (*1897).[112]
- 25. септембар — Станислав Сосабовски, пољски генерал[113]

### Октобар
- 8. октобар — Клемент Атли, британски политичар.
- 9. октобар — Ернесто Че Гевара, марксистички револуционар, кубански герилски вођа и теоретичар, лекар, дипломата и писац.
- 17. октобар — Пу Ји, последњи кинески цар
- 22. октобар — Боривоје Ж. Милојевић, географ, професор Београдског универзитета и академик САНУ[114]

## Нобелове награде
- Физика — Ханс Албрехт Бете
- Хемија — Манфред Ајген, Роналд Џорџ Рејфорд Нориш и Џорџ Портер
- Медицина — Рагнар Гранит, Халдан Кефер Хартлајн и Џорџ Волд
- Књижевност — Мигел Анхел Астуријас
- Мир — Награда није додељена
- Економија — Награда у овој области почела је да се додељује 1969. године